# Stefan Bidstrup
Stefan Bidstrup (født 24. februar 1975) er en forhenværende dansk fodboldspiller og træner.

## Karriere
Bidstrup startede sin karriere i Helsingør Idrætsforening, hvor han i 1994 som 19-årig fik debut i 2. division.
Han skiftede senere til Lyngby BK hvor han fik debut i Superligaen den 23. marts 1997 på Brøndby Stadion. Her så 13.526 tilskuere ham lave selvmål.
Efter en god karriere gjorde skader at han stoppede på topplan i sommeren 2006. I 2009 og 2010 var han træner for Elite 3000 i Helsingør, over 2 perioder. I perioden omkring fungerede han som assistenttræner.